# Книгохід (фільм)
Книгохід (нім. Der Buchspazierer) — фільм режисера Нго Чау, знятий за однойменною книгою Карстена Себастьяна Хенна. Прем'єра картини відбулася 10 жовтня 2024 року.

## Сюжет
Книголюб Карл Кольгофф працює у книгарні невеличкого німецького містечка та щодня доставляє постійним покупцям нові книги. Багатьох з мешканців він називає на честь відомих персонажів світової літератури. Серед них є капітан Ахав, містер Дарсі, Геркулес, Пеппі Довгапанчоха та королева із казки про Білосніжку.
Одного разу в книгарні його бачить дев'ятирічна школярка Шаша, яка прийшла отримати для класу замовлені атласи. Її зацікавлює літній книгохід та вона приєднується до Кольгоффа в його справі доставляння книг.
Працюючи разом вони дізнаються, що дехто з читачів має певні проблеми, які не помітні одразу.
Але Кольгоффа звільняють з роботи, оскільки відтепер замість книгарні облаштовується інший магазин.
До того ж батько Шаши забороняє їй бачитись із Кольгоффом. Він сумує за  померлою дружиною та хоче тримати доньку біля себе.
Кольгофф після звільнення змушений продати свої книги і залишається наодинці з собою, зачинившись у квартирі. Він також сумує за своєю померлою дружиною та одного разу, відсунувши пусті книжкові полиці, відчиняє двері у її колишню кімнату. Невдовзі біль відпускає його та він знов виходить із книгами у місто. Він допомагає батьку Шаши подолати біль втрати, та батько відпускає Шашу й далі доставляти книги.
Разом із Шашею Кольгофф допомагає читачам розв'язати існуючи проблеми, а Шаша вирішує бути письменницею.

## Сприйняття
За рецензією видання «Filmstarts», «Книгохід», «це справді гарна, оптимістична історія, яка, на перший погляд може здатися дещо простою за своїм змістом, але при ближчому розгляді випромінює чарівну атмосферу з дотепністю та ноткою розумної іронії».
У публікації журналу «Mucke und Mehr», також зазначено, що «Книгохід» це справжнє кіно, яке піднімає настрій та приносить задоволення від перегляду".

## Нагороди
Баварська кінопремія у категорії «Найкращий актор», 2024.